# William Findlay Maclean
Pour les articles homonymes, voir William Maclean et MacLean.
William Findlay Maclean (10 août 1854-7 décembre 1929) est un homme politique canadien de l'Ontario. Il est député provincial conservateur indépendant de la circonscription ontarienne de York-Est de 1892 à 1904 et de York-Sud de 1904 à 1926.

## Biographie
Né à Ancaster dans le Wentworth County (en) dans le Canada-Ouest (maintenant l'Ontario), Maclean étudie à la Hamilton Public School et à l'université de Toronto. Il travaille ensuite comme journaliste pour The Toronto World (en) en 1880.
Élu lors d'une élection partielle déclenchée à la suite du décès de l'ancien premier ministre Alexander Mackenzie, il est réélu à huit reprises et sert 34 ans à titre de conservateur indépendant, à l'exception de l'élection fédérale de 1917 où il est élu sous l'étiquette d'unioniste, jusqu'à sa défaite lors élection fédérale de 1926.
En 1913, Maclean suggère la création d'une banque centrale qui serait privée et qui du même coup serait administrée par le gouvernement. La proposition est rejetée, mais gagne graduellement en notoriété puisqu'il la défend tout le long de sa carrière parlementaire ainsi que d'autres causes radicales dont une monnaie nationale, la régie publique des chemins de fer, de l’hydroélectricité et des réseaux téléphoniques.
Candidat à la mairie de Toronto lors de l'élection de 1902 (en), il s'incline face à Oliver Aiken Howland (en). Son intention de siéger en tant que maire et député fédéral semble avoir contribué à sa défaite.
Maclean meurt à Toronto en décembre 1929 à l'âge de 75 ans.

## Archives
Le fonds d'archives de William Findlay Maclean est disponible à Bibliothèque et Archives Canada sous le numéro de référence R5663.